# Shock Records
Shock Records é uma gravadora independente da Austrália. Tem contrato com bandas no estilo de Bring Me The Horizon e AC4..

## Ligaçoes externas
- Página oficial